# Ces voyous d'hommes
Pour plus de détails, voir Fiche technique et Distribution.
Ces voyous d'hommes (titre original : Il paese dei campanelli) est un film franco-italien réalisé par Jean Boyer et sorti en 1954.

## Fiche technique
- Titre original : Il paese dei campanelli
- Titre anglais : The Country of the Campanelli
- Titre en Belgique francophone : La foire des cocus
- Réalisation : Jean Boyer
- Scénario : Sandro Continenza, Gian Giacomo Cossa, Italo De Tuddo, d'après une opérette de Carlo Lombardo et Virgilio Ranzato
- Production :  Alba Film, Valentia Film
- Photographie : Luciano Trasatti
- Musique : Federico Carducci
- Montage : Gisa Radicchi Levi
- Durée : 90 minutes
- Dates de sortie: 
  - Italie : 28 janvier 1954
  - France : 1er mai 1954

## Distribution
- Sophia Loren : Bonbon
- Carlo Dapporto : Lt. La Gaffe
- Mario Riva : Tarquinio  le Magician
- Alda Mangini : Tenerina
- Luisella Beghi : Candida
- Sergio Tofano : Dr. Pott
- Achille Togliani : René
- Giuseppe Addobbati : Tom
- Rosita Pisano : Annie
- Alberto Talegalli : Bruto
- Riccardo Billi
- Lucia Banti
- Charles Fawcett : l'amiral
- Diana Dei : la femme de l'amiral
- Alberto Sorrentino : le marin